# Groucho Marx
Julius Henry (Groucho) Marx (New York, 2 oktober 1890 – Los Angeles, 19 augustus 1977) was een Amerikaanse Joodse komiek, een van de Marx Brothers. Hij was de derde van de vijf overlevende zonen van Sam en Minnie Marx.

## Carrière
Als eerste startte hij een carrière op het toneel: vijftien jaar oud figureerde hij als zanger in het Leroy Trio. Toen hij met zijn broers op het toneel kwam, had hij voor het eerst succes met de muzikale komedie I'll Say She Is. Deze show werd gevolgd door nog twee Broadwayhits: The Cocoanuts en Animal Crackers. In deze laatste show speelde Groucho Captain Spaulding, het type dat voor de rest van zijn leven zijn handelsmerk zou blijven.
The Cocoanuts en Animal Crackers waren ook de titels van de eerste films die ze uitbrachten. De films werden nog opgenomen in New York. Latere films werden allemaal in Hollywood opgenomen.
In de latere filmjaren werkte Groucho ook voor de radio. Hij was een graag gehoorde gast in vele programma's en was zelf ook de presentator van verschillende programma's. Zijn grootste succes had hij met zijn komische quiz You Bet Your Life (1947). Het radioprogramma verhuisde later naar de televisie en werd uitgezonden tot in 1961.

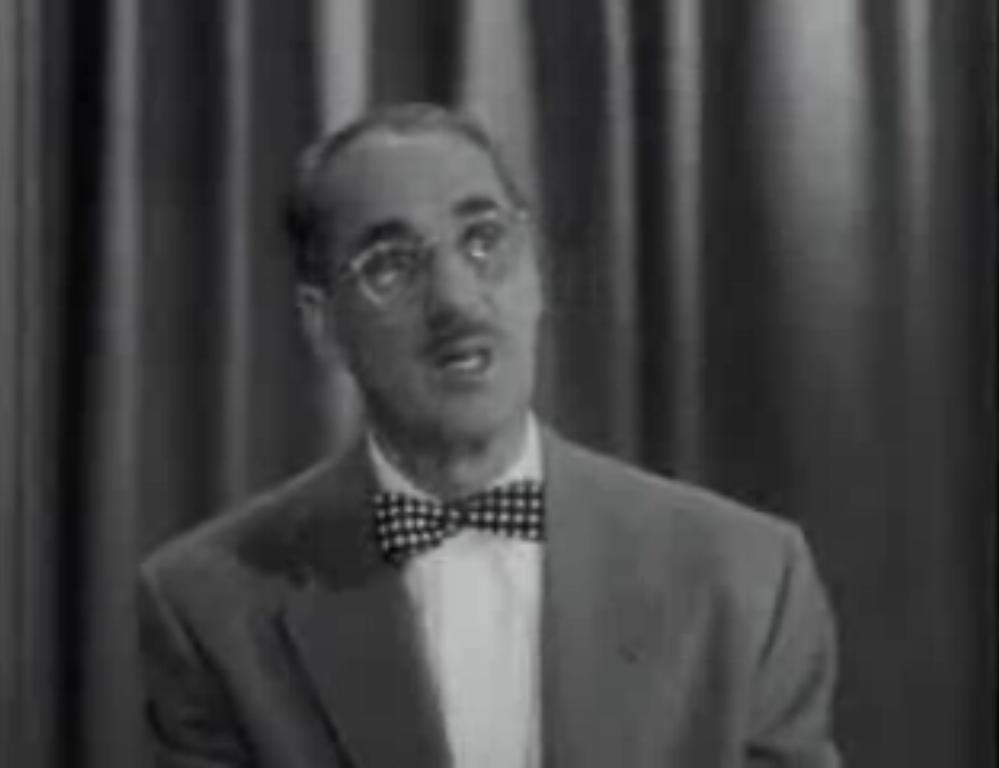
Groucho Marx in de quiz You Bet Your Life

Groucho had linkse opvattingen, wat hem ertoe bracht kritische opmerkingen te maken over de politiek. Ook had hij vrienden die in de jaren vijftig in de VS als communisten beschouwd werden. Dit alles leidde ertoe dat Groucho zelf ook onderwerp van onderzoek werd van de FBI.
Hij maakte nog een comeback met een show in Carnegie Hall in 1972 toen de Marx Brothers eind jaren zestig, begin jaren zeventig een opleving kenden. Op het filmfestival in Cannes in 1972 werd hij gelauwerd tot Commandeur des Arts et Lettres en in 1974 ontving hij een speciale Academy Award (Oscar) voor het werk van de Marx Brothers. Groucho overleed op 86-jarige leeftijd in het Cedars-Sinai Medical Center in Los Angeles.

## Films
| Film                            | Jaar | Rol                             |
| ------------------------------- | ---- | ------------------------------- |
| Humor Risk                      | 1921 | Schurk                          |
| The Cocoanuts                   | 1929 | Mr. Hammer                      |
| Animal Crackers                 | 1930 | Captain Jeffrey T. Spaulding    |
| Monkey Business                 | 1931 | Verstekeling                    |
| The House That Shadows Built    | 1931 |                                 |
| Horse Feathers                  | 1932 | Professor Quincy Adams Wagstaff |
| Hollywood on Parade No. 5       | 1932 |                                 |
| Duck Soup                       | 1933 | Rufus T. Firefly                |
| A night at the Opera            | 1935 | Otis P. Driftwood               |
| Yours for the Asking            | 1936 | Zonaanbidder (extra)            |
| A Day at the Races              | 1937 | Doctor Hugo Z. Hackenbush       |
| Room Service                    | 1938 | Gordon Miller                   |
| At the Circus                   | 1939 | J. Cheever Loophole             |
| Go West                         | 1940 | S. Quentin Quale                |
| The Big Store                   | 1941 | Wolf J. Flywheel                |
| A Night in Casablanca           | 1946 | Ronald Kornblow                 |
| Copacabana                      | 1947 | Lionel Q. Deveraux              |
| Love Happy                      | 1949 | Sam Grunion                     |
| Mr. Music                       | 1950 | Zichzelf                        |
| Double Dynamite                 | 1951 | Emile J. Keck                   |
| A Girl in Every Port            | 1952 | Benjamin Linn                   |
| Will Success Spoil Rock Hunter? | 1957 | George Schmidlap                |
| The Story of Mankind            | 1957 | Peter Minuit                    |
| Skidoo                          | 1968 | God                             |

- Bibsys: 90406219
- Biblioteca Nacional de España: XX949487
- Bibliothèque nationale de France: cb11914930f (data)
- Catàleg d'autoritats de noms i títols de Catalunya: 981058521587606706
- CiNii: DA10128204
- Gemeinsame Normdatei: 118578502
- International Standard Name Identifier: 0000 0001 0939 7620
- Library of Congress Control Number: n79060499
- Nationale Bibliotheek van Letland: 000257902
- MusicBrainz: 534370ec-59cb-49f5-84a6-d4c7c8ad6daf
- Bibliotheek van het Japanse parlement: 00471166
- Nationale Bibliotheek van Tsjechië: jx20071105006
- Nationale bibliotheek van Australië: 36035358
- Nationale Bibliotheek van Israël: 987007265014205171
- Nationale Bibliotheek van Polen: a0000003050367
- Nederlandse Thesaurus van Auteursnamen: 070734879
- Réseau des bibliothèques de Suisse occidentale: 02-A000111458
- Istituto Centrale per il Catalogo Unico: RAVV043516
- LIBRIS: 225820
- SNAC: w60g3vws
- Système universitaire de documentation: 027626075
- Trove: 1195361
- Virtual International Authority File: 120720626
- WorldCat: E39PBJcR4xQ7rV4fTT7xdDtBT3